# Étourneau malgache
Hartlaubius auratus
Genre
Espèce
Statut de conservation UICN

 LC  : Préoccupation mineure
L'Étourneau malgache (Hartlaubius auratus) est une espèce d'oiseaux de la famille des Sturnidae.
Son aire s'étend à travers les forêts de Madagascar (à l'exception des hauts plateaux et les fourrés épineux méridionaux).